# Jon Pacheco
Jon Pacheco Dozagarat (Elizondo, 8 de janeiro de 2001) é um futebolista espanhol que atua como zagueiro. Atualmente joga pelo Real Sociedad.

## Carreira nos clubes
Nascido em Elizondo, Navarra, Pacheco ingressou na equipe juvenil da Real Sociedad em 2013, aos 12 anos, vindo do CD Baztán. Ele fez sua estreia sênior com a equipe C em 8 de dezembro de 2018, entrando como substituto no intervalo em um empate fora de casa por 0 a 0 na Tercera División contra o CD Basconia.
Pacheco foi promovido às reservas da Segunda Divisão B antes da campanha de 2019-20 e assinou um contrato até 2025 em 30 de agosto de 2019. Ele fez sua estreia no time principal - e na La Liga - em 29 de junho do ano seguinte, começando em uma derrota por 2 a 1 fora de casa contra o Getafe CF.
Antes da temporada 2021-22, o diretor de futebol da Real Sociedad, Roberto Olabe, anunciou que Pacheco e o companheiro de equipe de Sanse, Robert Navarro, foram promovidos ao time principal.

## Carreira internacional
Pacheco representou a Espanha nas categorias sub-16, sub-17, sub-18 e sub-19, jogando no Campeonato Europeu de Sub-17 da UEFA de 2018.

## Títulos
Espanha sub-23
- Jogos Olímpicos: 2024 (medalha de ouro)[8]